# Тарас Бульба (балет Глиэра)
«Тарас Бульба» Op. 92 — балет Рейнгольда Глиэра в четырёх актах (либретто Ростислава Захарова) по одноимённой повести Николая Гоголя. Написан в 1951 г. по заказу Большого театра в рамках подготовки к 100-летию смерти Гоголя (до этого Большим театром планировалась постановка в обновлённом виде более раннего балета на тот же сюжет, написанного Василием Соловьёвым-Седым, однако, по воспоминаниям Соловьёва-Седого, руководство театра решило, что он не успевает завершить переработку старой музыки к назначенному сроку). Основанием для приглашения Глиэра стала, в частности, его работа 1920-х годов по редактированию оперы «Тарас Бульба» Николая Лысенко.
Музыка балета получила одобрение при обсуждении в Союзе композиторов СССР; согласно сохранившейся в архиве Глиэра стенограмме, балерина Сусанна Звягина сказала: «Это музыка величайшего композитора. Она настолько вкусна, что ее сидеть и слушать трудно, а ее хотелось бы либо танцевать, либо петь… Эта музыка слишком обаятельна!» В первой половине 1952 г. в Москве несколько раз была исполнена оркестровая сюита из музыки балета — эти концерты, как отмечал А. Гозенпуд, «свидетельствуют о том, что композитор создал крупное и значительное произведение, обогащающее советскую музыкальную культуру. Балет этот проникнут мелодикой и ритмами украинской народной музыки и органически развивает реалистические традиции русского музыкального театра». Некоторые украинские народные песни для использования в музыке балета были подобраны учеником Глиэра Борисом Лятошинским. Глиэр также использовал материал своей симфонической картины 1927 года «Запорожцы». Некоторые части балета, такие как «Бравурная мазурка» используются преподавателями в музыкальных школах.
В 1952 году Ростислав Захаров начал работу над постановкой балета, для его оформления был приглашён художник Анатолий Петрицкий. Затем, однако, эта постановка дважды переносилась и весной 1955 года Большой театр от неё окончательно отказался. Партитура балета не издана.
Сюита для оркестра из балета «Тарас Бульба» (девять частей, общая продолжительность звучания около 35 минут) в 1990-е гг. вошла в репертуар Национального Одесского филармонического оркестра, исполнялась им во время гастролей в США и была записана в 1996 году (дирижёр Хобарт Эрл); рецензенты отмечали укоренённость музыки в русскую традицию второй половины XIX века в лице Бородина и Чайковского.